# John Dockery
John Dockery é um ex-jogador profissional de futebol americano estadunidense.

## Carreira
John Dockery foi campeão do Super Bowl III jogando pelo New York Jets.